# 安德烈·康斯坦丁诺维奇
安德烈·康斯坦丁诺维奇（俄语：Андрей Константинович，?—1365年6月2日），俄国王公，苏兹达尔公爵（1355年~1359年），下诺夫哥罗德公爵（1359年~1365年）。他是下诺夫哥罗德的第一位王公。
安德烈·康斯坦丁诺维奇为苏兹达尔大公康斯坦丁·瓦西里耶维奇之子，母亲是拜占庭帝国公主安娜。他于1355年继承了父亲的领地苏兹达尔，但在1359年将公国首都迁至更加富裕的下诺夫哥罗德，而将苏兹达尔交给了自己的弟弟德米特里·康斯坦丁诺维奇。
1359年弗拉基米尔大公伊凡二世去世后，安德烈·康斯坦丁诺维奇是大公公位的有力竞争者；但他放弃了对这一头衔的争夺，最终成为大公的是他的弟弟德米特里·康斯坦丁诺维奇。
安德烈·康斯坦丁诺维奇死于1365年爆发的一场瘟疫。他被安葬于下诺夫哥罗德圣救世主大教堂。
| 前任： 无 | 下诺夫哥罗德公爵 1359~1365 | 繼任： 德米特里·康斯坦丁诺维奇 |